# Iquiara tuiuca
Iquiara tuiuca är en skalbaggsart som beskrevs av Martins och Maria Helena M. Galileo 1998. Iquiara tuiuca ingår i släktet Iquiara och familjen långhorningar. Inga underarter finns listade i Catalogue of Life.